# Gekko subpalmatus
Gekko subpalmatus är en ödleart som beskrevs av  Günther 1864. Gekko subpalmatus ingår i släktet Gekko och familjen geckoödlor. Inga underarter finns listade i Catalogue of Life.